# Південна зірка (діамант)

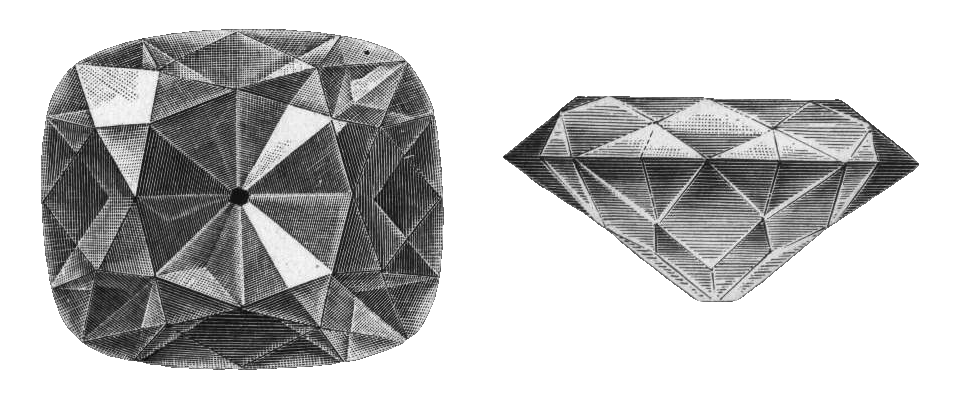
«Південна зірка». Фото з енциклопедії «Nordisk familjebok»

«Півде́нна зі́рка» — один з найвідоміших діамантів світу.

## Історія
Алмаз знайдено в 1853 р. у Бразилії. Вага до огранки 254,5 карат. Після огранки — 125,5 карат.
Вважається одним з найкрасивіших діамантів світу. 

## Інернет-ресурси
- Знамениті алмази і діаманти Бразилії